# Anahide Ter Minassian
Anahide Ter Minassian (* 26. August 1929 im Quartier de Belleville, Paris; † 10. Februar 2019 in Fresnes) war eine französische Historikerin armenischer Abstammung. Sie war Professorin für Geschichte an der École des hautes études en sciences sociales und Dozentin an der Université Paris 1 Panthéon-Sorbonne. Ihre Forschungsschwerpunkte waren die Geschichte der Armenier und die zeitgenössische Geschichte Armeniens, vor und nach der Sowjetunion.

## Leben
Anahide Ter Minassian wurde als Tochter von Lévon Kévonian und Arménouhie Der-Garabédian geboren. Die Eltern waren staatenlose Armenier mit einem Nansen-Pass, die in den 1920er Jahren nach Belleville geflohen waren. Die Familie hatte eine bewegte Vorgeschichte in Armenien, die von der Mutter, einer Musikerin und Journalistin, in einem 1946 veröffentlichten Buch auf Armenisch veröffentlicht wurde. Dieses Werk wurde 1993 ins Französische übersetzt und mehrfach neu aufgelegt.
Anahide Ter Minassian wurde von ihren Eltern erst im Alter von sieben Jahren eingeschult, um zuvor innerhalb der Familie die armenische Sprache zu erlernen. Sie studierte Geschichte bis zur Qualifikation einer Sekundarschullehrerin, insbesondere bei Henri-Irénée Marrou, und hatte während ihres Studiums Kontakt zu Pierre Vidal-Naquet.
Sie heiratete Léon Ter Minassian, einen armenischen Staatenlosen und Sohn von Ruben Ter-Minasjan. Das Paar hat zusammen vier Kinder: Ruben (Mathematiklehrer), Aram (Arzt), Taline (ebenfalls Historikerin) und Vahé (Journalist).
Nach Bestehen der Agrégation (Lehrbefugnis für höhere Schulen) in Geschichte und Geographie arbeitete sie dreizehn Jahre lang als Lehrerin an einem Lycée. Dann wurde sie Maître de conférences (Dozentin) für Neuere und neueste Geschichte (histoire contemporaine) sowie Internationale Beziehungen an der Université Paris 1 Panthéon-Sorbonne. Sie leitete zudem das Seminar über die politische, Sozial- und Kulturgeschichte der Armenier im 19. und 20. Jahrhundert an der École des hautes études en sciences sociales in Paris.
Im Laufe der Jahre veröffentlicht sie mehrere Bücher über Armenien und den armenischen Völkermord. Sie ist auch für Übersetzungen aus dem Armenischen ins Französische verantwortlich, zuletzt für das 2020 erschienene Buch Odzum (Salbung, fr. Onction) von Vahé Oshagan.
2015 wird sie zum Chevalier der Ehrenlegion ernannt, ebenfalls ist sie Chevalier des ordre des Palmes académiques.
Ter Minassian verstarb 2019.

## Werke (Auswahl)
- La Question arménienne. Éditions Parenthèses, Marseille 1983, ISBN 978-2-86364-019-7 (google.fr).
- 1918–1920. La République d’Arménie. Éditions Complexe, Bruxelles 1989, ISBN 978-2-8048-0092-5 (google.fr).
- mit Pierre Vidal-Naquet: Histoires croisées: diaspora, Arménie, Transcaucasie. Éditions Parenthèses, Marseille 1997, ISBN 978-2-86364-076-0 (google.fr).
- Smyrne, la ville oubliée? Mémoires d’un grand port ottoman, 1830–1930. Éditions Autrement, 2006, ISBN 978-2-7467-0801-3.
- mit Houri Varjabédian: Nos terres d’enfance, l’Arménie des souvenirs. Éditions Parenthèses, Marseille 2010, ISBN 978-2-86364-180-4.